# 톰슨 문제
톰슨 문제(Thomson problem)의 목적은 쿨롱 법칙에 의해 주어진 힘으로 서로 밀어내는 단위구의 표면에 구속된 N 전자의 최소 정전기 위치 에너지 구성을 결정하는 것이다. 물리학자 조지프 존 톰슨은 중성 전하를 띤 원자 내에 음전하를 띤 전자가 존재한다는 지식을 바탕으로 나중에 자두 푸딩 모델(plum pudding model)이라고 불리는 원자 모델을 제안한 후 1904년에 문제를 제기했다.
관련 문제에는 최소 에너지 구성의 기하학적 연구와 최소 에너지의 큰 N 거동에 대한 연구가 포함된다.